# Miroslav Šustera
Miroslav Šustera (ur. 15 marca 1878 w Pradze, zm. 15 grudnia 1961 tamże) – dyskobol i zapaśnik reprezentujący Bohemię, uczestnik letnich igrzysk olimpijskich w Londynie w 1908 oraz letnich igrzysk olimpijskich w Sztokholmie w 1912 roku, brał także udział w olimpiadzie letniej w Atenach.

## Występy na igrzyskach

### Lekkoatletyka
| Igrzyska | Konkurencja          | Półfinały | Półfinały | Finał                    | Finał                    |
| Igrzyska | Konkurencja          | Wynik     | Miejsce   | Wynik                    | Miejsce                  |
| -------- | -------------------- | --------- | --------- | ------------------------ | ------------------------ |
| LIO 1908 | Rzut dyskiem         |           |           | nieznany                 | 12-42                    |
| LIO 1908 | Rzut dyskiem greckim |           |           | nieznany                 | 11-23                    |
| LIO 1912 | Rzut dyskiem         | 31,83 m   | 38.       | → Nie zakwalifikował się | → Nie zakwalifikował się |

### Zapasy
| Igrzyska | Konkurencja                       | Runda I            | Runda I | Runda II              | Runda II              | Runda III             | Runda III             | Półfinały             | Półfinały             | Finał                 | Finał                 | Klas. końcowa |
| Igrzyska | Konkurencja                       | Rywal              | Wynik   | Rywal                 | Wynik                 | Rywal                 | Wynik                 | Rywal                 | Wynik                 | Rywal                 | Wynik                 | Klas. końcowa |
| -------- | --------------------------------- | ------------------ | ------- | --------------------- | --------------------- | --------------------- | --------------------- | --------------------- | --------------------- | --------------------- | --------------------- | ------------- |
| LIO 1908 | Waga półciężka w stylu klasycznym | William West (GBR) | P       | → Nie awansował dalej | → Nie awansował dalej | → Nie awansował dalej | → Nie awansował dalej | → Nie awansował dalej | → Nie awansował dalej | → Nie awansował dalej | → Nie awansował dalej | 17.           |